# Johannes av Kęty
Johannes av Kęty, latin Ioannes Cantius, född 23 juni 1390 i Kęty, Małopolska, Polen, död 24 december 1473 Kraków, Małopolska, Polen, var en polsk romersk-katolsk präst, teolog och pilgrim. Han vördas som helgon inom Romersk-katolska kyrkan. Hans minnesdag firas den 23 december.

## Biografi
Johannes föddes i Kęty, en liten stad i närheten av Oświęcim i södra Polen. Hans föräldrar, Stanisław och Anna Kanty, skrev in honom vid Krakóws universitet, där han med tiden kom att avlägga doktorsexamen i filosofi och teologi. Efter sin prästvigning verkade han för en tid i en församling i Olkusz innan han 1440 återvände till Krakóws universitet som professor i bibelteologi.
Den lärde Johannes blev känd för sin välgörenhetsverksamhet bland stadens fattiga. Under en av sina pilgrimsvandringar till Rom blev han överfallen av stråtrövare och bestulen på sina pengar. Rövarna frågade honom om han hade något mer undangömt, men Johannes nekade. När rövarna hade givit sig iväg, upptäckte han några småslantar i en ficka och rusade då efter rövarna, bad om ursäkt för att han hade ljugit och gav dem slantarna. Rövarna blev då så rörda att de återlämnade allt de hade stulit från Johannes och lovade att de skulle ändra sina liv.
Johannes företog fyra pilgrimsvandringar till Rom samt en till Jerusalem, där han med fara för sitt liv predikade för muslimerna.
Johannes av Kęty avled den 24 december 1473 och har fått sitt sista vilorum i universitetskyrkan Sankta Anna i Kraków. Han helgonförklarades 1767 av påve Clemens XIII.